# Lecanopteris celebica
Lecanopteris celebica är en stensöteväxtart som beskrevs av Elbert Hennipman. Lecanopteris celebica ingår i släktet Lecanopteris och familjen Polypodiaceae. Inga underarter finns listade.